# Коџас
Коџас (алб. Koxhas) је насељено место у општини Шијак у округу Драч, Албанија. Према попису из 2001. године било је 1.085 становника.
У Коџасу, поред Албанаца, живе Бошњаци чији су се преци овде доселили крајем 19. века из околине Мостара и Чапљине.